# 蒂莫希夫卡 (瓦西里夫卡區)
47°11′6″N 35°7′0″E / 47.18500°N 35.11667°E
蒂莫希夫卡（烏克蘭語：Тимошівка）是位於烏克蘭東南部的村莊，由扎波羅熱州瓦西里夫卡區的米哈伊利夫卡市鎮負責管轄。該村始建於1809年，面積15平方公里，海拔高度70米，2001年人口3,114，人口密度每平方公里207.6人。